# 第604特殊任務センター
第604赤旗特殊任務センター「ヴィーチャズィ」は、ロシア国家親衛隊の特殊部隊ユニット。

## 歴史

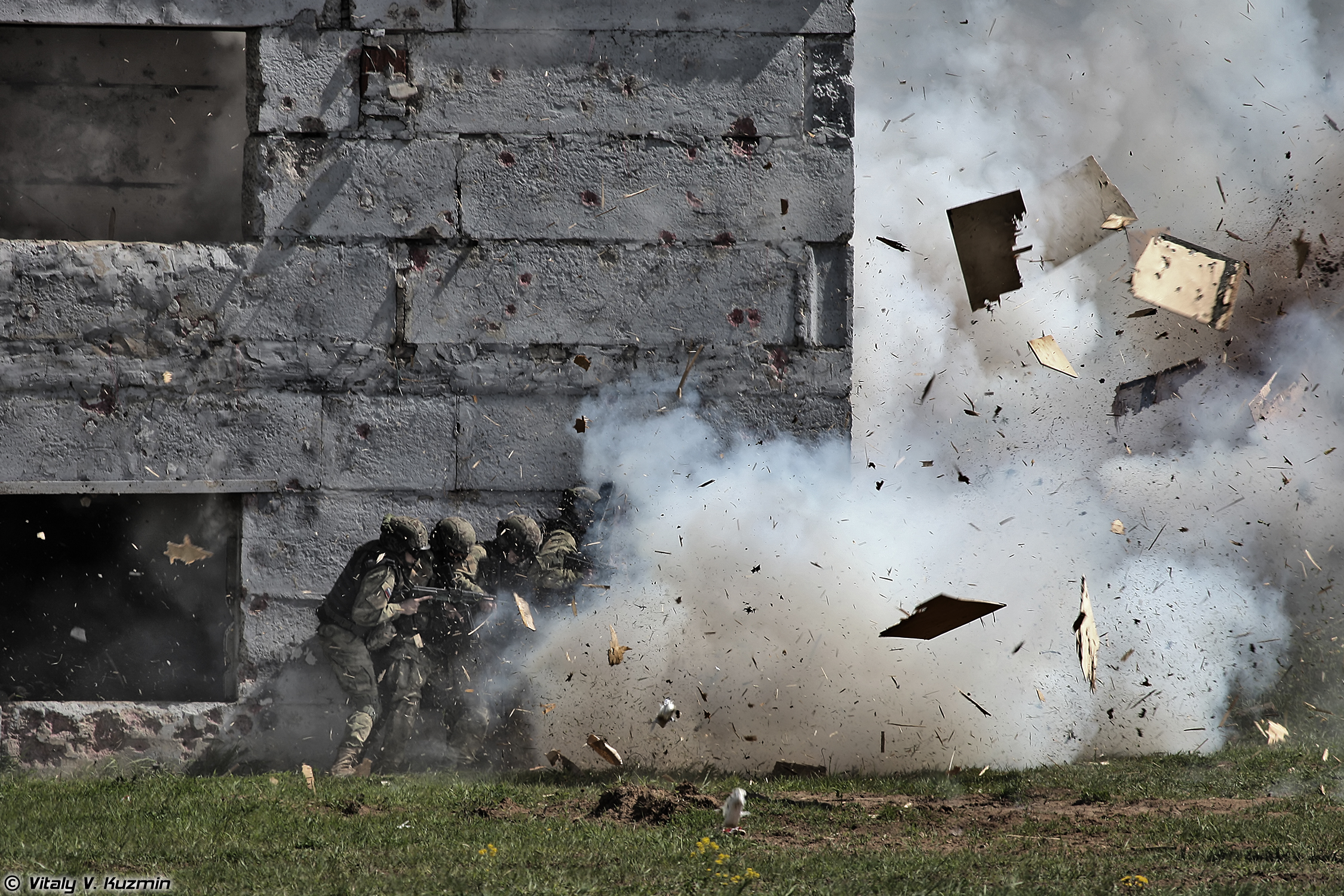
建物ごと容疑者を攻撃する国家親衛隊第604特殊任務センター「ヴィーチャズィ」のオペレーター

第604赤旗特殊任務センター「ヴィーチャズィ」の歴史は、1980年モスクワオリンピックに備えて精鋭部隊が結成された1970年代にさかのぼる。人員は独立作戦任務師団（ODON）の部隊から引き抜かれ、特殊部隊の戦術訓練を受けた。このグループの中核は後に「ヴィーチャズィ」ユニットになった。
1989年のナゴルノ・カラバフ危機の際に、部隊は特殊任務訓練中隊から大隊に拡大し、後に特殊任務ユニット「ヴィーチャズィ」が設立された。
特殊部隊ユニット「ルーシ」は1994年8月1日に設立された。そのルーツは、独立機械化歩兵特殊任務大隊ソビエトOMSBON（後にODONと改称）の第4大隊の可能性がある。ルーシユニットは、危機時のテロ対策と直接行動を専門としていたが、ヴィーチャズィなどの他の内務省ユニットとともに、チェチェンおよびより広い北コーカサス地域での軍事・準軍事作戦に積極的に参加した。
ソ連崩壊後、北コーカサスは内務省特殊部隊ユニットの任務の主要地点になった。
2002年10月23日 - 10月26日に発生したモスクワ劇場占拠事件に出動し、FSBスペツナズの突入及び人質確保を支援した。2005年3月には、トルストイ・ユルトでのアスラン・マスハドフ殺害に関する一連の特殊作戦に参加し、現地での情報収集に当たった。
第604特殊任務センターは、2008年9月1日に、内務省国内軍のスペツナズOMSN「ヴィーチャズィ」とOMSN「ルーシ」ユニットの統合により設立された。第604特殊任務センターの設立に伴い、地雷戦、パラシュート、登山、潜水訓練などの専門的な任務のためのサブユニットが設立された。センター自体はクトゥーゾフ勲章を授与されている。
2016年4月5日、ロシア国家親衛隊が設立された結果、ロシア国内軍が解散し、内務省傘下の大半の部隊の指揮が国家親衛隊に移管された。
伝えられるところによると、2022年のロシアのウクライナ侵攻中に部隊メンバーがウクライナで死亡した。

## 任務
第604特殊任務センターの部隊は、テロ細胞の殺害や大規模な襲撃など、地方での行動と作戦に注力している。ただし、大規模な対テロ作戦では多くの人員を必要とするため、通常、 SOBR、スペツナズ、 OMON、およびFSBユニットが関与する。